# Balteni, Vaslui
Balteni là một xã thuộc hạt Vaslui, România. Dân số thời điểm năm 2002 là 1620 người.